# Белгородский государственный аграрный университет
Белгородский государственный аграрный университет имени В. Я. Горина (Белгородский ГАУ) — высшее учебное заведение (учебно-научный центр по сельскому хозяйству) в Белгороде.

## История
В 1956 году была создана областная сельскохозяйственная опытная станция, ставшая научно-методическим и организационным центром по пропаганде и внедрению достижений науки и передового опыта в сельскохозяйственное производство региона. В 1971 году она была реорганизована в Научно-исследовательский и проектно-технологический институт животноводства ЦЧЗ. В 1977 году создан филиал Воронежского сельскохозяйственного института. 4 декабря 1978 года произошло объединение филиала и Научно-исследовательского и проектно-технологического института животноводства Центрально-Чернозёмной зоны в Белгородский сельскохозяйственный институт.
В 1994 году институт получил статус академии.
В 2011 году академии присвоено имя В. Я. Горина. 15 сентября 2014 года академия была переименована в университет.

## Факультеты
Университет имеет факультеты:
- Агрономический;
- Ветеринарной медицины;
- Инженерный;
- Технологический;
- Экономический;
- Среднего профессионального образования

## Рейтинги
Вуз занимает 29-е место в Локальном рейтинге вузов Центрального федерального округа (2024 г.) по версии рейтингового агентства RAEX ("РАЭКС Аналитика"). 
В предметном рейтинге вузов по версии рейтингового агентства "РАЭКС Аналитика" занимает 13-е место по направлению "сельское хозяйство" и 18-е место по направлению "ветеринария и зоотехния". 
Также можно посмотреть всю историю участия вуза в рейтингах RAEX.